# Amt Bökingharde

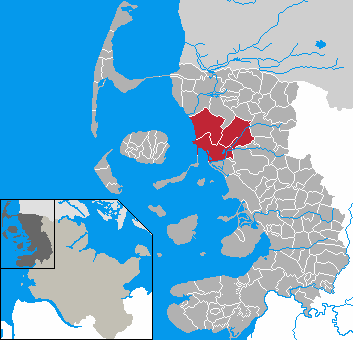
Lage des ehem. Amtes Bökingharde im Kreis Nordfriesland

Das Amt Bökingharde war ein Amt im Kreis Nordfriesland, Schleswig-Holstein. Es umfasste ca. 137 km² mit ca. 5700 Einwohnern in den vier Gemeinden Dagebüll, Galmsbüll, Risum-Lindholm und Stedesand. Der Verwaltungssitz befand sich in der Gemeinde Risum-Lindholm.
Das Amt ist nach der Bökingharde, einem unteren Verwaltungsbezirk im Herzogtum Schleswig, bezeichnet. 

## Geschichte
1967 wurde das Amt Bökingharde aus den Gemeinden der aufgelösten Ämter Dagebüll, Fahretoft und Lindholm gebildet. Das Amt bestand anfangs aus zwölf Gemeinden:
| 1. Christian-Albrechts-Koog 2. Dagebüll 3. Fahretoft 4. Juliane-Marienkoog 5. Kleiseerkoog 6. Lindholm | 1. Marienkoog 2. Risum 3. Stedesand 4. Störtewerkerkoog 5. Waygaard 6. Wester-Schnatebüll |

Zum 31. Dezember 1969 fusionierten Risum und Lindholm zur Gemeinde Risum-Lindholm und 1974 Christian-Albrechts-Koog, Kleiseerkoog und Marienkoog zur Gemeinde Galmsbüll. Ebenfalls 1974 wurden Störtewerkerkoog und Wester-Schnatebüll nach Stedesand eingemeindet und 1978 Fahretoft, Juliane-Marienkoog und Waygaard nach Dagebüll.
Zum 1. Januar 2008 schloss sich das Amt mit der Stadt Niebüll, der Gemeinde Leck und den Ämtern Karrharde, Süderlügum und Wiedingharde zum neuen Amt Südtondern mit Sitz in Niebüll zusammen.